# Stabsmatrose
Stabsmatrose war der höchste Rang der Dienstgradgruppe der Mannschaften in der Volksmarine der früheren Nationale Volksarmee (NVA) der Deutschen Demokratischen Republik. Diesem seemännischen Dienstgrad „Stabsmatrose“ stand in den anderen NVA-Teilstreitkräften der Dienstgrad des Stabsgefreiten (OR-3) gleich.
Wegen der notwendigen halbjährigen Ausbildung an der Flottenschule wurden von der Volksmarine bei fahrenden Einheiten fast ausschließlich längerdienende Zeitsoldaten eingesetzt. Dadurch ergab sich, dass die Mehrzahl der in der Laufbahn »Matrosenspezialist« dienenden Mannschaften diesen Dienstgrad erreichten, während Stabsgefreite bei Land- und Luftstreitkräften sehr selten waren.
In der seinerzeitigen Bundesmarine der Bundeswehr existierte dieser Dienstgrad nicht; dort entsprach ihm der Hauptgefreite (OR-3). OR - steht für das  en Other (enlisted) Ranks (OR)
| Dienstgrad             |              |             |
| niedriger: Obermatrose | Stabsmatrose | höher: Maat |

## Kriegsmarine
In der Kriegsmarine wurde der Dienstgrad mit Verfügung vom 28. Januar 1935 eingeführt. Er rangierte zwischen dem Obermatrosen (der nun dem Oberschützen des Heeres entsprach) und dem Oberstabsmatrosen, der den bisherigen Marinedienstgrad Gefreiter ersetzte. Alle vor dem 31. März 1934 eingestellten Marineangehörigen behielten jedoch ihre bisherigen Dienstgrade und Rangabzeichen. Entsprechend teilten sich die alten und neuen Mannschaftsdienstgrade jeweils ein gemeinsames Rangabzeichen. Zum 1. Januar 1937 rückten alle Mannschaftsdienstgrade der Kriegsmarine oberhalb des Obermatrosen um eine Rangstufe auf. Der Stabsmatrose entsprach nun dem bisherigen Marine-Gefreiten, der Oberstabsmatrose aber dem Marine-Obergefreiten (ab 1. April 1938 mit dem Zusatz alter Art). Zum 1. April 1938 wurde der Stabsmatrose schließlich in Obergefreiter (neuer Art, mit weniger als sechsjähriger Gesamtdienstzeit) umbenannt; der Oberstabsmatrose hieß nun Hauptgefreiter.
Das Rangabzeichen wurde auf dem linken Oberärmel getragen. Es bestand anfangs aus einem mit der Spitze nach unten weisenden Winkel aus goldfarbener Tresse oder gelben Tuch, dazu ein vierspitziger Rangstern im Feld zwischen den beiden Schenkeln des Winkels; auf dem weißen Hemd und auf der braunen Tropenfeldbluse bestand das Abzeichen aus kornblumenblauem Tuch. Seit Januar 1937 besaß der Stabsmatrose dann zwei Winkel, ohne Rangstern. Die gelben Rangabzeichen waren auf einer dunkelblauen Unterlage aufgenäht, die blauen auf einer weißen Unterlage bzw. auf einer aus braunem Tropenstoff. Das Laufbahnabzeichen wurde oberhalb des Rangabzeichens geführt.
| Dienstgrad (1935–1938)     |                  |                             |
| niedriger: Obermatrose (M) | Stabsmatrose (M) | höher: Oberstabsmatrose (M) |